# Ferrari 376 S
La 376 S è un'autovettura da competizione prodotta dalla Ferrari nel 1955 in tre esemplari. Il modello è anche conosciuto come 118 LM, nome che derivava dalla sigla del motore, “Tipo 118”.

## Il contesto
Per le competizioni dell'epoca la Ferrari utilizzava due tipologie di motori, i V12 ed i propulsori a quattro cilindri in linea. Il tipo di motore montato su questa vettura, un sei cilindri in linea, fu un'eccezione, dato che venne installato solamente su due modelli.
Questo propulsore Ferrari a sei cilindri in linea venne progettato da Aurelio Lampredi, e fu deciso di svilupparlo sull'onda del successo degli omologhi motori montati sulle Jaguar e sulle Aston Martin. Venne quindi preparato un primo esemplare di questo tipo di propulsore, il cui codice interno era “306”, che servì per i test e non fu installato su nessun modello. Il secondo che fu realizzato, la cui sigla identificativa era “Tipo 118”, fu montato sulla 376 S ed aveva una cilindrata di 3,7 L. Il terzo che fu preparato possedeva invece una cilindrata di 4,4 L e fu installato sulle 735 LM. La sigla che lo individuava era “Tipo 121”. Per il nome dei motori, le due vetture furono in seguito conosciute rispettivamente come “118 LM” e “121 LM”. Un esemplare della 376 S fu poi convertito, con la sostituzione del propulsore, in una 735 LM.
Tutte e tre le versioni di questo motore furono ottenute da propulsori a quattro cilindri in linea a cui venivano aggiunti due cilindri, mantenendo inalterati la corsa e l'alesaggio. Il “306”, ad esempio, derivava dal propulsore della 500 Mondial. Lo sviluppo di questo tipo di motore fu comunque abbandonato presto, e la Ferrari tornò all'evoluzione del V12 sotto la nuova direzione tecnica di Vittorio Jano.
Sia la 376 S che la 735 LM furono assemblate su un telaio che traeva origine da quello installato sulla 750 Monza.
Le prime due cifre della sigla numerica del modello richiamavano la cilindrata totale del motore espressa in cm³ e divisa per 100, mentre l'ultima era collegata al numero dei cilindri. Il modello fu carrozzato da Scaglietti.

## Le competizioni
Il modello esordì il 23 gennaio 1955 alla 1000 km di Buenos Aires. La corsa iniziò bene per l'unica 376 S che partecipò alla gara, ma durante la competizione la vettura fu squalificata per un errato rientro dal pit-stop.
La corsa successiva a cui prese parte il modello fu la Mille Miglia, dove furono schierate tre 735 LM ed un esemplare della 376 S. Le quattro vetture Ferrari ingaggiarono una lotta serrata con la Mercedes-Benz 300 SLR di Stirling Moss, che prese subito la testa della corsa. Le tre 735 LM si ritirarono per l'usura degli pneumatici, mentre la 376 S riuscì a terminare la gara al terzo posto con alla guida Umberto Maglioli e Luciano Monteferrario. Il gradino più alto del podio fu conquistato da Moss.
La Ferrari poi non riuscì a vincere il Campionato Sport Prototipi del 1955, che fu perso per pochi punti a favore della Mercedes-Benz. Alla fine della stagione gli esemplari del modello furono venduti.

## Caratteristiche tecniche
Il motore era a sei cilindri in linea anteriore, longitudinale e non sovralimentato. L'alesaggio e la corsa erano rispettivamente 94 mm e 90 mm, che portavano la cilindrata totale a 3747,48 cm³. Il rapporto di compressione era 8:1. La testata ed il monoblocco erano fabbricati in alluminio. La potenza massima erogata dal propulsore era di 280 CV a 6200 giri al minuto.
La distribuzione era formata da un doppio albero a camme in testa che comandava due valvole per cilindro. L'alimentazione era fornita da tre carburatori di marca Weber e modello 58 DCOA/3. L'accensione era doppia ed il relativo impianto comprendeva due spinterogeni. La lubrificazione era a carter secco, mentre la frizione era multidisco.
Le sospensioni anteriori erano indipendenti, con quadrilateri trasversali, molle elicoidali e barra stabilizzatrice, mentre quelle posteriori erano formate da un ponte De Dion, doppi puntoni e una balestra trasversale. Entrambe avevano installato ammortizzatori idraulici. I freni erano idraulici a tamburo sulle quattro ruote, mentre la trasmissione era formata da un cambio manuale a cinque rapporti più la retromarcia. La trazione era posteriore. Lo sterzo era a vite senza fine e settore dentato.
Il telaio era tubolare in acciaio, mentre la carrozzeria era spider in alluminio a due posti. Quest'ultima fu realizzata da Scaglietti.
La velocità massima raggiunta dalla 376 S era di 290 km/h.